# Przejście bezpromieniste
Przejście bezpromieniste – zmiana stanu energetycznego atomu lub cząsteczki, odbywająca się bez emisji lub absorpcji promieniowania. Przejścia bezpromieniste nie mogą zachodzić w atomach izolowanych, gdyż byłoby to sprzeczne z zasadą zachowania energii — różnica energii pomiędzy stanem początkowym a końcowym musiałaby się wiązać z emisją lub absorpcją fotonu. Nawet w przypadku jednakowych energii stanu początkowego i końcowego, przejście między tymi stanami w atomie izolowanym byłoby niemożliwe z uwagi na złamanie zasad zachowania pędu i momentu pędu.
Przejście bezpromieniste wymaga zatem oddziaływania z otoczeniem — najczęściej w postaci zderzeń z innymi atomami lub cząsteczkami. W gazach i cieczach zmienia się wówczas energia kinetyczna ruchu postępowego tych obiektów. Natomiast w ciele stałym energia uwalniana (bądź absorbowana) w przejściu bezpromienistym wywołuje drgania sieci krystalicznej w postaci fononu (lub pochłonięcie fononu może spowodować przejście bezpromieniste).
Przejście bezpromieniste prowadzące od stanu o energii wyższej do stanu o energii niższej jest nazywane bezpromienistą relaksacją lub rzadziej — bezpromienistą deekscytacją. Relaksacja bezpromienista jest często spotykaną formą oddawania niewielkiej części energii pochłoniętej przez atom lub cząsteczkę w wyniku absorpcji fotonu. Pozostała część energii wzbudzenia zostaje następnie wyemitowana w postaci fotonu, o energii mniejszej, niż energia wzbudzenia. Taka opóźniona emisja fotonu o zmniejszonej energii nosi nazwę luminescencji.